# Passa
Passa (katalanisch Paçà) ist ein Ort und eine südfranzösische Gemeinde mit 1.079 Einwohnern (Stand: 1. Januar 2022) im Département Pyrénées-Orientales in der Region Okzitanien in der alten Kulturlandschaft des Roussillon.

## Lage
Der Ort Passa liegt in einer Höhe von ca. 125 m ü. d. M. in den östlichen Ausläufern der Pyrenäen und ist rund 16 Kilometer (Fahrtstrecke) in südwestlicher Richtung von Perpignan entfernt; die alte Bischofsstadt Elne liegt circa 16 Kilometer östlich.

## Bevölkerungsentwicklung
| Jahr      | 1800 | 1851 | 1901 | 1954 | 1975 | 1999 | 2012 |
| Einwohner | 200  | 280  | 403  | 438  | 650  | 569  | 693  |

Trotz der Reblauskrise im Weinbau und dem Verlust an Arbeitsplätzen durch die Mechanisierung der Landwirtschaft stieg die Einwohnerzahl der Gemeinde wegen ihrer relativen Nähe zur Großstadt Perpignan nahezu kontinuierlich an.

## Wirtschaft
Traditionell lebten die Einwohner als Selbstversorger von den Erträgen ihrer (Wein-)Felder und von ein wenig Viehzucht (Schafe, Ziegen, Hühner). Die heutzutage auf dem Gemeindegebiet produzierten Weine werden über diverse Appellationen vermarktet. Seit der Mitte des 20. Jahrhunderts sind Einnahmen aus dem Tourismus in Form der Vermietung von Ferienwohnungen (gîtes) hinzugekommen.

## Geschichte
Obwohl der Ort in der Antike an einem wichtigen Handelsweg, der späteren Via Domitia, lag, haben Kelten, Römer, Westgoten und Mauren keine Spuren auf dem Gemeindegebiet hinterlassen. Die erste Erwähnung des Ortes stammt aus dem Jahr 801; eine Kirche Saint-Pierre wird erstmals im Jahr 899 erwähnt. Im Jahr 1130 verkaufte Bischof Udalgar von Elne die Kirche an das nahegelegene Priorat von Sainte-Marie del Camp.

## Sehenswürdigkeiten
- Die Kirche Saint-Pierre ist ein ursprünglich romanischer Bau, der jedoch im 15. und 17. Jahrhundert umgestaltet wurde; dabei verschwand auch die Apsis. Äußerliches Merkmal ist ein Uhrturm im Westen, dem eine schmiedeeiserne ‚Krone‘ mit zwei übereinander aufgehängten Glocken aufgesetzt wurde. Im Innern befindet sich ein achtspeichiges Glockenrad mit zwölf kleinen Glöckchen.

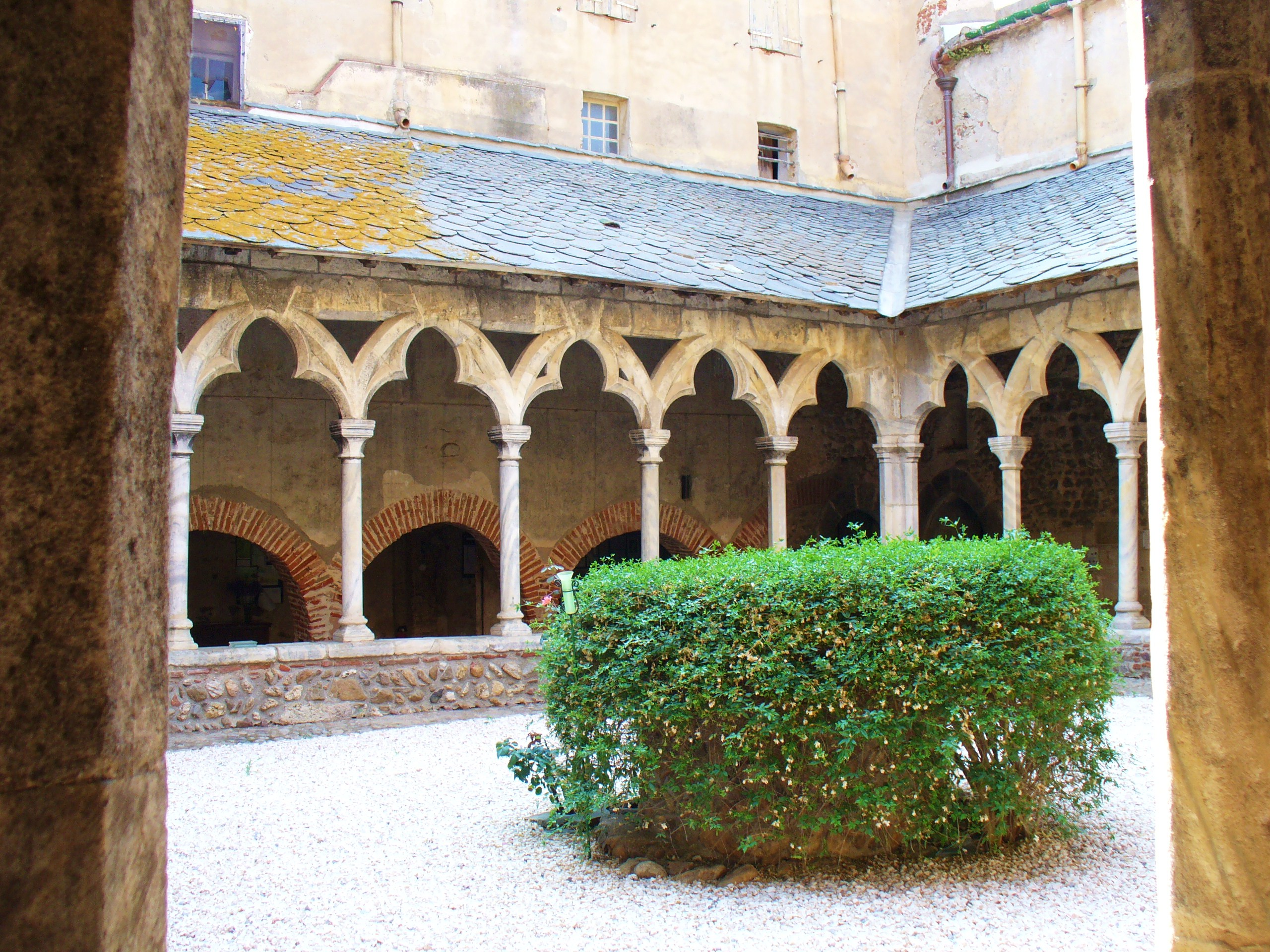
Kreuzgang des Monastir del Camp

### Umgebung
- Wesentlich bedeutender als der Ort und seine Kirche war das der Jungfrau Maria geweihte, etwa 2 km nordöstlich gelegene Monastir del Camp. Ursprünglich möglicherweise ein Zisterzienserkloster, wurde es später ein Augustiner-Priorat, aus welchem im Spätmittelalter ein Benediktiner-Kloster hervorging, das bis zum Jahr 1786 Bestand hatte. Während der Französischen Revolution flüchteten die damaligen Bewohner nach Spanien; die Bauten dienten als Hospital. Sehenswert sind vor allem der Hauptbau mit Doppelfenstern in maurischer Art (ajimez) und das romanische Westportal aus dem hellen Marmor von Céret; letzteres ist in Material, Aufbau und Stil dem Portal der etwa 10 km östlich gelegenen Kirche Sainte-Marie von Brouilla vergleichbar. Das Kirchenschiff ist tonnengewölbt; zwei später angebaute Seitenkapellen haben bereits gotische Rippengewölbe. Der kleine spätgotische Kreuzgang (cloître) zeigt beinahe freischwebende Maßwerkarkaden. Das Bauwerk wurde bereits im Jahr 1875 als Monument historique anerkannt.[1]
- Die nahegelegene Einsiedelei St. Luc de Puigrodon wurde 1031 erstmals erwähnt.